# Años 970
Los años 970 o década del 970 empezó el 1 de enero del 970 y terminó el 31 de diciembre del 979.

## Acontecimientos
- Benedicto VI sucede a Juan XIII como papa en el año 973.
- Benedicto VII sucede a Benedicto VI como papa en el año 974.
- Batalla de Tourtour